# Ошава Дженералз
«Ошава Дженералз» (англ. Oshawa Generals) — молодёжный канадский хоккейный клуб из города Ошава, Онтарио. Основан в 1937 году. Выступает в хоккейной лиге Онтарио (OHL). Команда названа в честь своего спонсора автомобильной компании General Motors, которая имеет штаб-квартиру в Ошаве. «Дженералз» являются одной из самых успешных франшиз в истории Канадской хоккейной лиги. 184 выпускника клуба играли в НХЛ, что является третьим показателем в лиге. «Ошава Дженералз» пять раз завоёвывала Мемориальный кубок и тринадцать раз выигрывала Чемпионат OHL (Кубок Джей Росса Робертсона), что является рекордом лиги.
В истории клуба имеются два этапа. «Ошава Дженералз» появилась в 1937 году, а с 1953 по 1962 отправилась на незапланированный перерыв из-за пожара на «Hambly Arena». Команда была возрождена в 1962 году.

## История

### Ранние годы (1908—1937)
До 1908 года Ошава выступала в Мидлэндской хоккейной лиге, где также играли команды из Уитби, Бауманвиля, Порт Хоупа и Кобурга. Первая команда Ошавы в истории Хоккейной ассоциации Онтарио (OHA, предшественник OHL) начала играть в сезоне 1908/09 под названием «Ошава Шэмрокс».
В июне 1928 года была сожжена «Bradley’s Arena» и команда переехала в Уитби пока в 1930 году не была построена «Oshawa Arena».
В начале 1930-х годов команда получила название «Ошава Мэйджорз». С новым названием клуб выиграл Чемпионат OHA в 1935 году, однако, после того как «Китченер Гринширтс» подали протест за использование «Ошава Дженералз» игрока, не имевшего права выступать за клуб, чемпионство было присуждено «Гринширтс».
В 1936 году различные источники называют команду «Мэйджорз», «Ред Девилз» и «Джуниор Джи-Мен».

### OHA (1937—1944)
В 1937 году появилась «Ошава Дженералз». Команда была названа в честь спонсора «General Motors Canada». Клуб установил непревзойдённый рекорд, выиграв подряд семь Чемпионатов OHA, в этот период они также завоевали три Мемориальных кубка.
С 1937 по 1944 года 20 игроков из состава «Ошавы» отправились в НХЛ, среди них член Зала хоккейной славы и Зала славы IIHF Дэвид Бауэр, а также Билл Ежиниски, Тед Линдсей, Гас Мортсон и другие.

### Пожар (1953)
В сентябре 1953 в городе Ошава произошла большая трагедия, сгорела арена клуба «Oshawa Arena».
Пожертвования поступали от многих других команд OHA и от местных бизнесменов. Оборудование, инвентарь и другие предметы были рассредоточены между игроками, принимающими участие в тренировочных лагерях, чтобы покрыть отдельные убытки. «Дженералз» оказавшись бездомными, вблизи начала нового сезона, были расформированы.
Спас от исчезновения команду генеральный директор Рен Блэр, создавший команду категории Senior B «Ошава Трюкмен», которая играла в Бауманвиле в сезоне 1953/54. Через год эта команда стала называться «Уитби Данлопс». «Данлопс» выигрывали Allan Cup в 1957 и 1959 годах.

### Возрождение «Дженералз» (1962)
В 1960 году Рен Блэр начал переговоры с президентом «Бостон Брюинз» Уэстоном Адамсом о создании новой «Ошава Дженералз». Было заключено соглашение и началось строительство новой арены в Ошаве. В 1964 году была открыта «Oshawa Civic Auditorium».
В то же время «Ошава Дженералз» начала выступления в лиге Metro Junior A в сезоне 1962/63. Команда играла свои домашние игры на «Мэйпл Лиф-гарденс». В то же время полным ходом продолжался сбор средств для новой арены.
В 1963 году лига Metro Junior A была расформирована и Ошава вновь вернулась в OHA.

### Годы Бобби Орра (1962—1966)
Бобби Орр — величайший игрок, когда-либо носивший форму «Ошава Дженералз», ставший легендой НХЛ и введённый в Зал хоккейной славы.
Орра нашёл Рен Блэр, увидевший его в 14-летнем возрасте во время турнира в Гананокве. Он быстро подписал с ним контракт и пригласил в тренировочный лагерь перед сезоном 1962/63. В первом же сезоне Орр был выбран во вторую сборную Всех Звёзд лиги Metro Junior A.
В сезоне 1963/64 Бобби забил 29 голов, побив рекорд по количеству шайб среди защитников, ранее принадлежавших Жаку Лаперрьеру. Орр также был выбран в первую команду Всех Звёзд среди защитников.
В сезоне 1964/65 клуб переехал в свой новый дом в «Oshawa Civic Auditorium», а Орр побил свой собственный рекорд, забив 34 гола за сезон.
В сезоне 1965/66 «Ошава» вернулась в Мемориальный кубок после 22-летнего отсутствия. В этом сезоне команду тренировал её бывший игрок Беп Гидолен, который играл за «Дженералз» в Мемориальном кубке 1942 года, а позже за «Бостон Брюинз» в НХЛ в возрасте 16 лет и 11 месяцев. Капитан команды Бобби Орр забил 38 голов в сезоне, а команда выиграла чемпионат. В финальной серии Мемориального кубка в большинстве игр Орр играл с травмой и в итоге «Ошава» уступила «Эдмонтон Ойл Кингз» в шести матчах.
По окончании сезона многие игроки покинули клуб: Орр отправился в «Брюинз», Блэр стал генеральным менеджером клуба НХЛ «Миннесота Норт Старз», а Гидолен вернулся тренировать в родной Торольд.

### Девять чемпионств (1983)
В 1979 году «Дженералз» нанимают главным тренером Пола Терио, который возглавлял команду в течение девяти победных сезонов подряд, в том числе в двух Мемориальных кубках.

### Трагедия (1985)
Во время предсезонной тренировки Брюс Мелансон покинули лёд, почувствовав слабость. Спустя несколько минут он погиб от врождённого порока сердца, известного как синдром Вольфа-Паркинсона-Уайта. Ему было 18 лет. В течение оставшейся части сезона игроки выступали с чёрными повязками на рукаве, в память о своём одноклубнике по прозвищу «Лось». Также в память о Брюсе «Дженералз» закрепили за ним номер 9, под которым он играл за клуб. На родине игрока в Нью-Брансуике была введена мемориальная стипендия в его честь. Ещё до гибели Мелансон был выбран «Нью-Йорк Айлендерс» на драфте НХЛ 1984 года под 41-м номером.

### Эрик Линдрос и четвёртый Мемориальный кубок (1989—1991)
Эрик Линдрос был задрафтован «Су-Сент-Мари Грейхаундз», но отказался играть за них, заставив клуб обменять его. Так Линдрос оказался в Ошаве.
В дебютном сезоне 1989/90 Эрик забросил 17 шайб и отдал 19 голевых передач в 25 играх, а в плей-офф набрал 36 очков (18+18) в 17 играх.
В 1990 году «Дженералз» завоевали свой четвёртый Мемориальный кубок, обыграв в финале «Китченер Рейнджерс» 4:3 в двух овертаймах.
В следующем межсезонье Линдрос был выбран «Квебек Нордикс» на драфте НХЛ под общим 1-м номером, но остался ещё на сезон в OHL, в котором он в 57 играх регулярного сезона забил 71 гол и отдал 78 голевых передач. Несмотря на результативность своего лидера, «Дженералз» проиграли в финале чемпионате «Су-Сент-Мари Грейхаундз», команде, которая изначально задрафтовала Эрика.

### Двенадцатое чемпионство в OHL (1997)
В 1997 году «Дженералз» выиграли свой 12-й Кубок Джей Росса Робертсона. В Мемориальном кубке этого года «Ошава» уступила в полуфинале «Летбридж Харрикейнз».
Из состава этого сезона позже играли в НХЛ Марк Савар, Джон Трипп, Иэн МакНил, Кевин Колли, Дэн Хайноут, Джефф Уэйр, Брайан Аллен, Джефф МакМиллан и Тайрон Гарнер.

### Новый владелец, новый дом (2004-н.в.)
В 2004 году Джон Дэвис купил команду у Джона Хамфриса. Это ознаменовало начало новой эры для команды.
В 2005 году «Дженералз» задрафтовали 14-летнего Джона Тавареса под 1-м номером. Ему был предоставлен исключительный статус стать игроком OHL на год раньше, чем положено. В помощь к Таваресу, вокруг которого строилась игра команды, были взяты Майкл дель Зотто, Дэйл Митчелл, Кэл Клаттербак, Бретт МакЛин, Кельвин де Хаан и вратарь Энтони Питерс.
Новый владелец также положил конец эпохи выступления «Дженералз» на «Civic Auditorium». С помощью мэра Ошавы Джона Грэя, 1 ноября 2006 года команда получила новую арену «General Motors Centre».
После лидирования в статистических показателях клуба в течение трёх с половиной лет, 8 января 2009 года Джон Таварес был продан в «Лондон Найтс», а команда приобрела новых молодых талантов.
В июле 2008 года клуб объявил об изменении структуры собственности, Рокко Туллио выкупил у Джона Дэвиса оставшиеся акции «Дженералз». В январе 2010 года Туллио представил двух новых партнёров-владельцев — бывшую звезду НХЛ, обладателя Кубка Стэнли Адама Грейвза и бывшего тренера Питера де Бура.
В сезоне 2014/15 «Дженералз» выиграли 13-й Кубок Джей Росса Робертсона, а также 5-й Мемориальный кубок, не проиграв не одного матча в турнире.

## Трофеи
| Гамильтон Спектэйтор Трофи Победитель регулярного сезона OHL - 1986/87 101 очко - 1989/90 88 очков - 1990/91 100 очков - Также 4 раза становились победителями регулярного сезона до того, как трофей был создан (1938/39, 1939/40, 1942/43, 1943/44) | Лейдэн Трофи Победитель Восточного дивизиона OHL - 1986/87 101 очко - 1989/90 88 очков - 1990/91 100 очков - 2013/14 90 очков - 2014/15 108 очков - 2023/24 89 очков |

| Бобби Орр Трофи Победитель Восточной конференции OHL - 2014/15 - 2023/24 |

Кубок Джей Росса Робертсона
Чемпион OHL
| - 1935 Чемпионство присуждено «Китченер Гринширтс», в связи с использованием «Дженералз» игрока, не имевшего права выступать за клуб - 1938 Чемпион OHA - 1939 Чемпион OHA - 1940 Чемпион OHA - 1941 Чемпион OHA - 1942 Чемпион OHA - 1943 Чемпион OHA - 1944 Чемпион OHA | - 1946 Финалист - 1966 Чемпион OHA - 1983 Чемпион OHL - 1987 Чемпион OHL - 1990 Чемпион OHL - 1991 Финалист - 1997 Чемпион OHL - 2015 Чемпион OHL - 2024 Финалист |

Джордж Ричардсон Мемориал Трофи
Чемпион Восточно-Канадской юниорской лиги А
| - 1938 Чемпион - 1939 Чемпион - 1940 Чемпион - 1941 Финалист | - 1942 Чемпион - 1943 Чемпион - 1944 Чемпион - 1966 Чемпион |

Мемориальный кубок
Чемпион CHL
| - 1938 Финалист - 1939 Чемпион CAHA - 1940 Чемпион CAHA - 1942 Финалист - 1943 Финалист - 1944 Чемпион CAHA | - 1966 Финалист - 1983 Финалист - 1987 Финалист - 1990 Чемпион CHL - 1997 Полуфиналист - 2015 Чемпион CHL |

## Тренеры
«Дженералз» возглавляли несколько главных тренеров, которые также тренировали на уровне НХЛ в качестве главного и (или) помощника, это Чарли Конахер, Беп Гидолен, Пол Терио, Билл Лафорж, Билл Стюарт, Джордж Барнетт, Брэд Селвуд и Рэнди Ладюсер.
Следующие тренеры «Дженералз» становились обладателями премии лучшему тренеру OHL — Мэтт Лейдэн Трофи:
- 1971/72 Гас Боднар
- 1977/78 Билл Уайт
- 1986/87 Пол Терио
- 2013/14 Ди-Джей Смит
- 2023/24 Дерек Лаксдал

## Игроки

### Обладатели наград
| Лучший игрок года CHL - 1990/91 Эрик Линдрос - 2006/07 Джон Таварес Лучший бомбардир года CHL - 1994/95 Марк Савар Лучший новичок года CHL - 2005/06 Джон Таварес Лучший драфт-проспект CHL - 1990/91 Эрик Линдрос - 2008/09 Джон Таварес Ред Тилсон Трофи Лучший хоккеист OHL - 1952/53 Роберт Эттерсли - 1972/73 Рик Миддлтон - 1986/87 Скотт МакКрори - 1990/91 Эрик Линдрос - 2006/07 Джон Таварес Эдди Пауэрс Мемориал Трофи Лучший бомбардир OHL - 1933/34 Джей-Джей Грабоски - 1936/37 Билли «Кид» Тэйлор - 1938/39 Билли «Кид» Тэйлор - 1939/40 Джад МакЭти - 1942/43 Ред Тилсон - 1943/44 Кен Смит - 1950/51 Лу Янковски - 1986/87 Скотт МакКрори - 1990/91 Эрик Линдрос - 1994/95 Марк Савар - 1996/97 Марк Савар Лучший вратарь года OHL - 1991/92 Майк Фаунтин - 2023/24 Джейкоб Остер | Джим Мэйхон Мемориал Трофи Лучший бомбардир OHL среди правых нападающих - 1980/81 Тони Тэнти - 1981/82 Тони Тэнти - 1987/88 Шон Уильямс - 1990/91 Роб Пирсон Джэк Фергюсон Эворд Первый номер драфта OHL - 2005 Джон Таварес Дэйв Пинкни Трофи Лучшие вратари команды с наилучшим коэффициентом надёжности - 1982/83 Питер Сидоркевич и Джефф Хогг - 1986/87 Джефф Хакетт и Шон Эвой - 2014/15 Кен Эпплби и Джереми Бродо Эммс Фэмили Эворд Лучший новичок года OHL - 1980/81 Тони Тэнти - 2005/06 Джон Таварес Эф-Дабл-Ю "Динти" Мур Трофи Лучший вратарь-новичок с наилучшим коэффициентом надёжности - 1986/87 Джефф Хакетт - 1992/93 Кен Шепард - 2011/12 Даниэль Альтшуллер Уильям Хэнли Трофи За благородство и добропорядочность на льду - 1986/87 Скотт МакКрори - 1988/89 Кевин Мим - 1990/91 Дэйл Крэйгуэлл Лео Лалонд Мемориал Трофи Лучший взрослый игрок года - 1989/90 Иэн Фрейзер - 1992/93 Скотт Холлис Бобби Смит Трофи Лучший игрок-ученик - 1979/80 Стив Конройд |

### Неиспользуемые номера
- # 2 Бобби Орр (1963—1966) — выведен 27 ноября 2008 года[3]
- # 9^ Ред Тилсон (1941—1943) — выведен 12 ноября 2006 года[4]
- # 88 Эрик Линдрос (1989—1992) — выведен 6 марта 2008 года[5]
- # 91 Джон Таварес (2005—2009) — выведен 28 сентября 2014 года[6]

^Брюс Мелансон (1983—1985), умерший во время сезона, был последним, кто использовал 9-й номер. Он был выведен из обращения после его смерти, а позже в честь заслуг Реда Тилсона

### ЧленыЗала хоккейной славы
| Игроки - Алекс Дельвеккьо - Тед Линдсей - Бобби Орр | Функционеры - Дэвид Бауэр - Гарри Синден |

### Известные игроки
| - Брайан Аллен - Дэйв Андрейчук - Джейсон Арнотт - Ян Бенда - Иван Болдырев - Фред Брэтуэйт - Пол Гарднер - Беп Гидолен - Тревор Гиллис - Дик Гэмбл - Алекс Дельвеккьо - Майкл дель Зотто - Кельвин де Хаан - Билл Ежиниски | - Клод Жюльен - Бен Игер - Стефан Йелл - Никлас Йенсен - Флойд Карри - Дерек Кинг - Уэйн Кэшмен - Лео Ламурё - Рик Ланц - Эрик Линдрос - Тед Линдсей - Брайан МакГрэттен - Джон МакЛин | - Кирк МакЛин - Роланд Мелансон - Рик Миддлтон - Гас Мортсон - Грег Мэлоун - Михал Нойвирт - Терри О’Рейлли - Бобби Орр - Натан Перро - Уэйн Примо - Марк Савар - Питер Сидоркевич - Гарри Синден | - Джо Сирелла - Сид Смит - Джон Таварес - Ред Тилсон - Дэйл Тэллон - Тони Тэнти - Майк Фаунтин - Джордж Фергюсон - Ли Фоголин-младший - Чарли Хадди - Джефф Хакетт - Натан Хортон - Роберт Эттерсли - Лу Янковски |

## Командные рекорды
| Командные рекорды за один сезон     |        |         |
| Показатель                          | Кол-во | Сезон   |
| Очки                                | 108    | 2014/15 |
| Победы                              | 51     | 2014/15 |
| Наибольшее кол-во забитых голов     | 382    | 1990/91 |
| Наименьшее кол-во забитых голов     | 138    | 1966/67 |
| Наименьшее кол-во пропущенных голов | 157    | 2014/15 |
| Наибольшее кол-во пропущенных голов | 444    | 1976/77 |

| Рекорды в одной игре                                   |               |        |                                                                          |
| Показатель                                             | Игрок(и)      | Кол-во | Дата и оппонент                                                          |
| Голы                                                   | Тони Тэнти    | 6      | 18.01.1981 против «Китченер Рейнджерс»                                   |
| Передачи                                               | Чак Дюроше    | 7      | 26.11.1976 против «Су-Сент-Мари Грейхаундз»                              |
| Очки                                                   | Тони Тэнти    | 8      | 18.01.1981 против «Китченер Рейнджерс»                                   |
| Голы в большинстве                                     | Тони Тэнти    | 4      | 18.01.1981 против «Китченер Рейнджерс»                                   |
| Голы в меньшинстве                                     | 10 раз        | 2      | Самое недавнее Джон Таварес, 25.02.2006 против «Су-Сент-Мари Грейхаундз» |
| Самый быстрый гол                                      | Пол Гарднер   | 0:05   | 13.02.1976 против «Китченер Рейнджерс»                                   |
| Самый быстрый гол в овертайме                          | Бретт Труделл | 0:04   | 26.09.2004 против «Миссиссога Стилхедс»                                  |
| Самая маленькая разница между 2-я голами одного игрока | Грег Мэлоун   | 0:04   | 22.10.1974 — 3-й период                                                  |
| Самая маленькая разница между 3-я голами одного игрока | Питер Хорачек | 2:54   | 14.10.1979 против «Китченер Рейнджерс» — 3-й период                      |